# Ammothea bigibbosa
Ammothea bigibbosa is een zeespin uit de familie Ammotheidae. De soort behoort tot het geslacht Ammothea. Ammothea bigibbosa werd in 2005 voor het eerst wetenschappelijk beschreven door Munilla & Ramos. 